# ستاوتسی
ستاوتسی (به بلغاری: Staevtsi) یک منطقهٔ مسکونی در بلغارستان است که در شهرستان شابلا واقع شده‌است.